# Hesperantha modesta
Hesperantha modesta är en irisväxtart som beskrevs av John Gilbert Baker. Hesperantha modesta ingår i släktet Hesperantha och familjen irisväxter. Inga underarter finns listade i Catalogue of Life.